# Jason Tesson
Jason Tesson (Angers, 9 de janeiro de 1998) é um ciclista profissional francês, membro da equipa Team TotalEnergies.
Estreiou como profissional em 2021 na equipa Saint Michel-Auber93 onde esteve até ao fim da temporada de 2022.

## Palmarés
- 2021
  - 1 etapa do Tour Poitou-Charentes em Nova Aquitânia
  - À travers les Hauts-de-France, mais 1 etapa

- 2022
  - 1 etapa dos Quatro Dias de Dunquerque
  - 1 etapa da Boucles de la Mayenne
  - 2 etapas da Ronde de l'Oise[1]

- 2023
  - 2 etapas da Tropicale Amissa Bongo[2]
  - 1 etapa da Estrada de Occitânia

## Equipas
- Rally Cycling (stagiaire) (08.2020-12.2020)
- Saint Michel-Auber93 (2021-2022)
- Team TotalEnergies (2023-)